# Неворотов, Григорий Александрович
Григорий Александрович Неворотов — советский хозяйственный, государственный и политический деятель, Герой Социалистического Труда.

## Биография
Родился в 1914 году в селе Артын. Член КПСС с 1941 года.
С 1932 года — на хозяйственной, общественной и политической работе. В 1932—1974 гг. — колхозник колхоза «Ленинский путь», в Красной Армии, агроном в Истошенской машинно-тракторной станции Бердюжского района Омской области, участник Великой Отечественной области, в политотделе Омского танкового училища, председатель колхозов «Россия», «Сибиряк» Большереченского района, секретарь парткома совхоза «Копьевский», председатель колхоза «Заветы Ленина» Муромцевского района Омской области.
Указом Президиума Верховного Совета СССР от 8 апреля 1971 года присвоено звание Героя Социалистического Труда с вручением ордена Ленина и золотой медали «Серп и Молот».
Умер в селе Артын в 1994 году.